# Belpech
Belpech (okcitansko Bèlpuèg) je naselje in občina v južnem francoskem departmaju Aude regije Languedoc-Roussillon. Leta 2008 je naselje imelo 1.294 prebivalcev.

## Geografija
Kraj, nekdanja srednjeveška bastida, leži v pokrajini Lauragais (Languedoc) ob reki Vixiège, 80 km zahodno od središča departmaja Carcassonna.

## Uprava
Belpech je sedež istoimenskega kantona, v katerega so poleg njegove vključene še občine Cahuzac, Lafage, Mayreville, Molandier, Pécharic-et-le-Py, Pech-Luna, Peyrefitte-sur-l'Hers, Plaigne, Saint-Amans, Saint-Sernin in Villautou z 2.213 prebivalci.
Kanton Belpech je sestavni del okrožja Carcassonne.